# شارون بوكانان
شارون بوكانان (بالإنجليزية: Sharon Buchanan)‏ هي لاعب هوكي الحقل أسترالية، ولدت في 12 مارس 1963 في أستراليا الغربية في أستراليا.

## وصلات خارجية
- شارون بوكانان على موقع أوليمبيديا (الإنجليزية)
- شارون بوكانان على موقع اللجنة الأولمبية الأسترالية (الإنجليزية)
- شارون بوكانان على موقع قاعة أستراليا للمشاهير الرياضية (الإنجليزية)